# Loche baromètre
Misgurnus anguillicaudatus
Espèce
Statut de conservation UICN

 LC  : Préoccupation mineure
La Loche baromètre (Misgurnus anguillicaudatus) est une espèce de poissons d'eau douce de la famille des Cobitidae. Ce poisson omnivore d'origine asiatique est capable de respirer et se déplacer hors de l'eau. Il est parfois maintenu en aquarium. Un adulte peut atteindre plus de trente centimètres de long. Le nom commun de cette loche vient de ses facultés pour détecter les variations de pression atmosphérique et à réagir en nageant frénétiquement ou en se tenant verticalement.

## Description

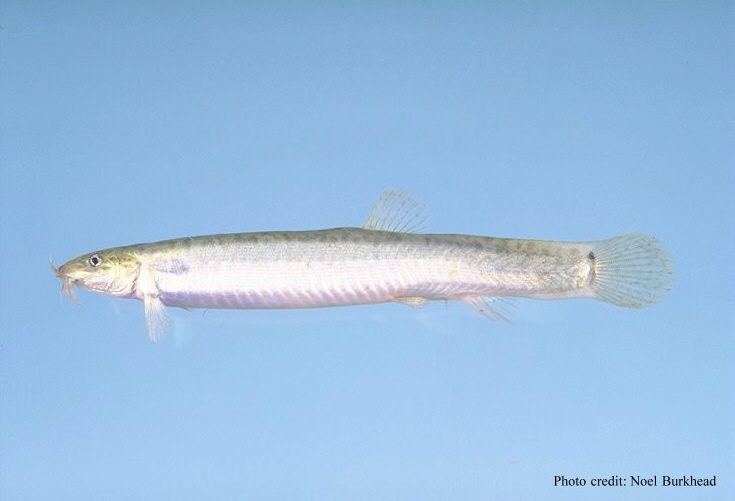
Spécimen vu latéralement
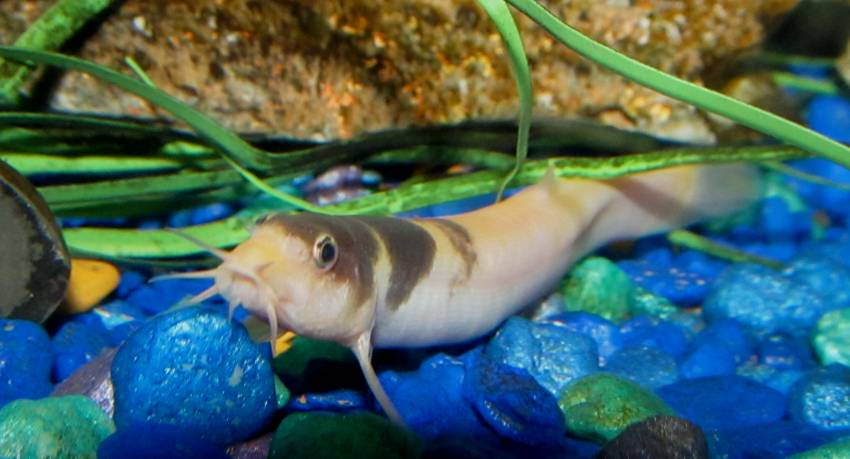
Individu bicolore, avec des barbillons bien visibles autour de la bouche
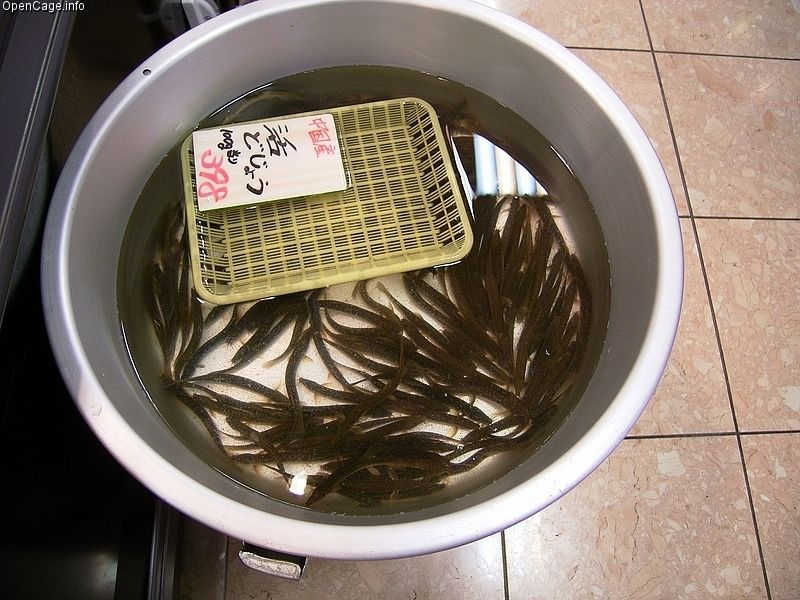
Bassine de loches en vente dans un supermarché de Kobe

## Distribution
La Loche baromètre peuple les lacs et les cours d'eau de la Chine, de la Corée du Sud, du Japon et de l'Est de la Russie.
L'espèce est considérée comme étant invasive en Géorgie où elle entre en concurrence avec la faune locale.

## Noms vernaculaires
- Pond loach ou Oriental Weather loach, dans le monde anglophone.

## Synonymie
- Cobitis anguillicaudata Cantor, 1842
- Misgurnus aguillicadatus Cantor, 1842
- Misgurnus fossilis anguillicaudatus Cantor, 1842
- Nemacheilus lividus Sauvage & Dabry de Thiersant, 1874
- Misgurnus crossochilus Sauvage, 1878
- Misgurnus punctatus Oshima, 1926
- Misgurnus mizolepis unicolor Lin, 1932
- Misgurnus mizolepis elongatus Kimura, 1934